# 백일규
백일규(白一圭, 1880년 3월 11일~1962년 5월 31일)는 한국의 독립운동가이다. 호는 약산(藥山)이며 평안도 강서에서 출생하였다.

## 생애
1905년 하와이로 이민갔으며, 이듬해 미국으로 건너가 공부하다가 대동보국회(大同保國會)의 창립 발기인이 되었다. 또한 친일적인 미국인 D. W. 스티븐스를 살해한 장인환·전명운 의사의 후원회 회장이 되어 공정한 재판을 위해 힘썼다. 1919년, 대한인 국민회 중앙 총회장에 선출되어 독립운동 자금 30만 달러를 모아 대한민국 임시 정부로 보냈다. 1946년 국민회에서 발행하는 <국민보>의 주필이 되어, 한국인의 권익 보호와 독립사상 고취에 힘썼다. 저서로 영문판 <한국 경제사>가 있다. 1997년 건국훈장 독립장이 추서되었다.